# Jonas Mohr

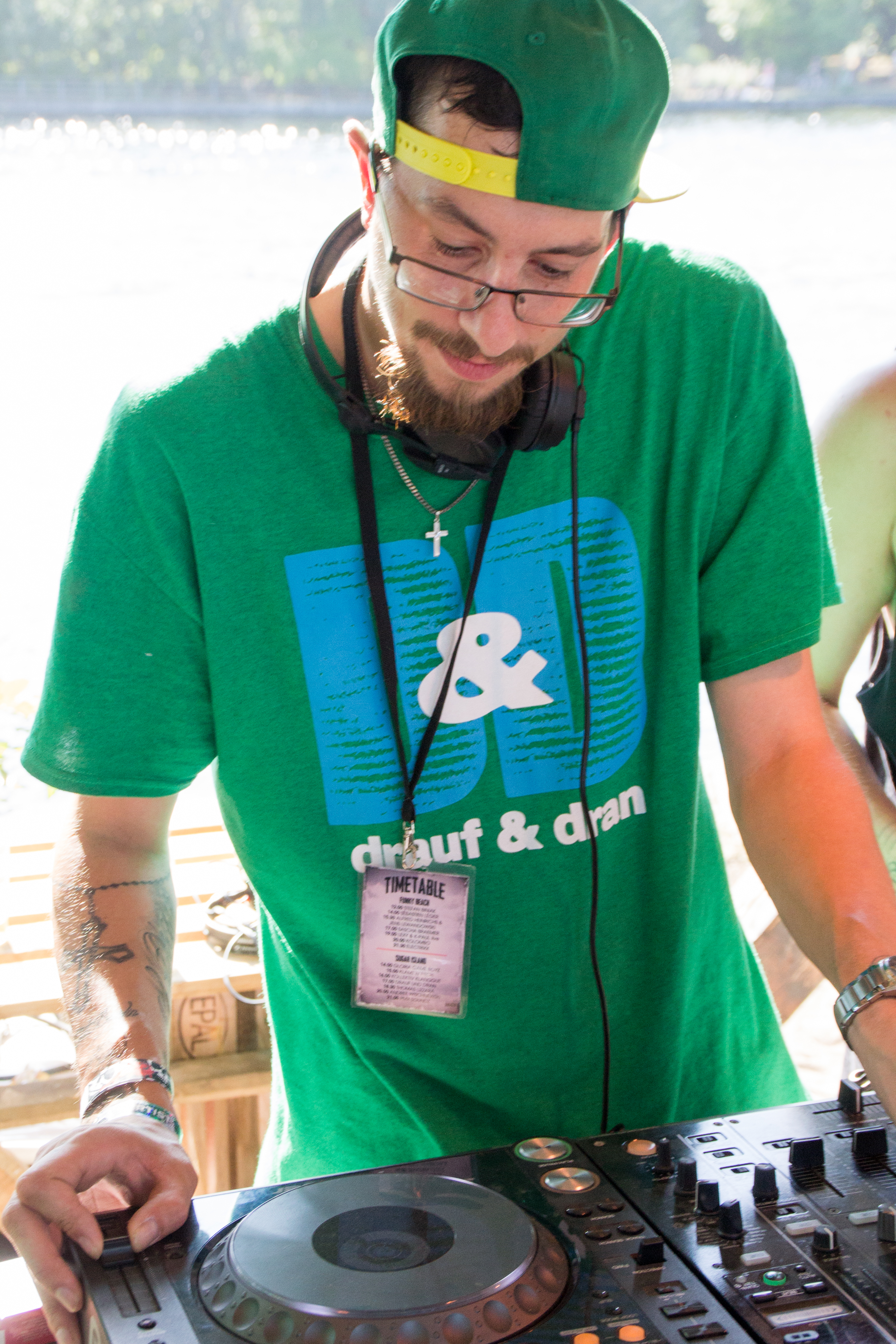
Mohr beim Sterne und Bass Festival in Berlin

Jonas Mohr (* 7. Dezember 1984 in Berlin), auch bekannt als Drauf & Dran, ist ein deutscher DJ und Musikproduzent.

## Leben

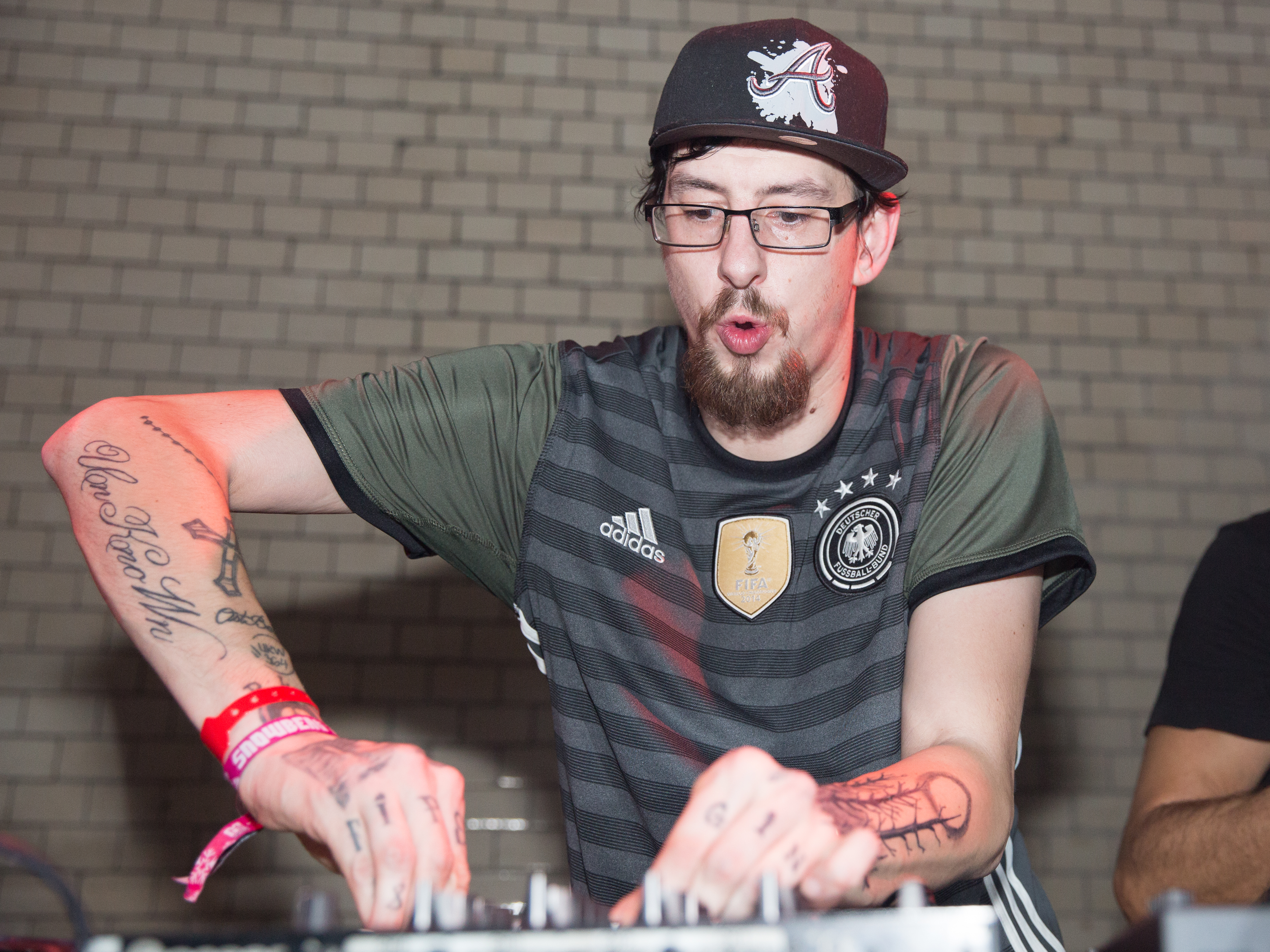
Mohr beim Sterne und Bass im Berliner E-Werk

Mohr wurde in Rüdersdorf bei Berlin geboren und wuchs in Berlin auf.
Mohrs Weg zum DJ begann mit einem Job als Toiletten-Mann auf einer Club-Toilette; hier knüpfte er erste Kontakte, auch zu anderen DJs. Zunächst spielte er für Freunde und Bekannte auf privaten Festlichkeiten, schnell wurde er über die Grenzen Berlins hinaus bekannt und wurde nun zunehmend mehr gebucht. Auch Auftritte im Ausland wurden immer häufiger. So spielte er bereits in Israel und Großbritannien. Ursprünglich kommt Mohr aus dem Hip-Hop-Genre, dies sieht man ihm heute nur noch an seiner Kleidung an.
2007 gründete Mohr das Projekt Drauf & Dran. Nach kurzer Zeit stieg sein Partner mit ein. Nach 4 Jahren Teamarbeit stieg sein Partner vorübergehend aus. Mohr führt das Projekt seitdem unter gleichem Namen alleine weiter. Nach einer Auszeit unterstützt sein Partner ihn 2 Jahre nur noch hinter den Kulissen als Studiopartner. Bei seinen Produktionen arbeitet Mohr mit bekannten Underground-Labels wie Stylerockets, Ton Liebt Klang oder Kiddaz.FM zusammen.
Mohr gründete 2010 das Projekt Deine Lieblingsraver. Zu diesem Projekt gehörten unter anderem folgende Künstler: Sven Teet, Butcher, Funksignal, DaVinci oder die Hausdoktoren. Hierbei achteten sie sehr darauf, dass alles aus eigener Produktion kommt. Mittlerweile macht Mohr alles alleine (Drauf & Dran und Deine Lieblingsraver).
Am 17. Mai 2013 erschien das Album Colors im Berliner Label Stylerockets.
Mohr spielt regelmäßig auf den großen Deutschen und Internationalen Festivals wie z. B. SonneMondSterne, Airbeat One, Nature One, Sterne und Bass oder Holi Festival of Colors.

## Diskografie

### Alben
- 2013: Colors (Style Rockets)
- 2015: Black & White (Deine Lieblingsraver)
- 2016: Voulez vous (Ton liebt Klang)
- 2023: Transparent (Volume Berlin Records)

### Singles
- 2011: Super Sexy (12’’, EP, Style Rockets)
- 2012: Elise auf der Kirmis (12’’, Style Rockets)
- 2012: Danse/Pulp EP (12’’, EP, Kallias, zusammen mit Alle Farben)
- 2014: Colors Remixe (12’’, EP, Style Rockets)

### Remixes
- 2015: FAZEmag In The Mix 039 (Online auf Fazemag.de erschienen)